# Музей кружева (Прахатице)

Музей кружева — музей в городе Прахатице на юге Чехии, специализирующейся на коклюшечном кружеве.
Музей находится на Почтовой улице, в реконструированном здании, построенном в стиле ренессанс. На первом этаже здания находится выставка, которая связана с историей самого здания, в том числе с археологическими находками, добытыми в ходе реконструкции. Есть также выставка, посвященная современному кружевоплетению. Музей кружева расположен на первом этаже в двух исторических залах.

## История
Основательницей музея была инженер Хана Мизерова-Кинчлова (1944—2011) родом из Рыхнова-над-Кнежноу . В то время как ее предки по мужской линии зарабатывали на жизнь изготовлением обуви, ее прабабушка плела кружева. После войны она не могла учиться в средней школе по политическим причинам. Поэтому она окончила двухгодичную школу кружевоплетения в Вамберке . Впоследствии она окончила вечернюю школу и экономический университет заочно. До 1989 года работала в Научно-исследовательском институте инженерных технологий и экономики машиностроения (ВУСТЭ). После 1989 года она основала фирму Ateliér Hana, занимавшуюся производством и продажей кружев. Профессиональные кружевницы из Восточной Чехии работали по ее эскизам широкого ассортимента кружевных изделий.
Музей кружева был открыт в конце 1990-х годов. В 2019 году музею исполнилось 20 лет. После смерти основателя музеем управляет ее дочь, Мартина Вакочева.

## Здание

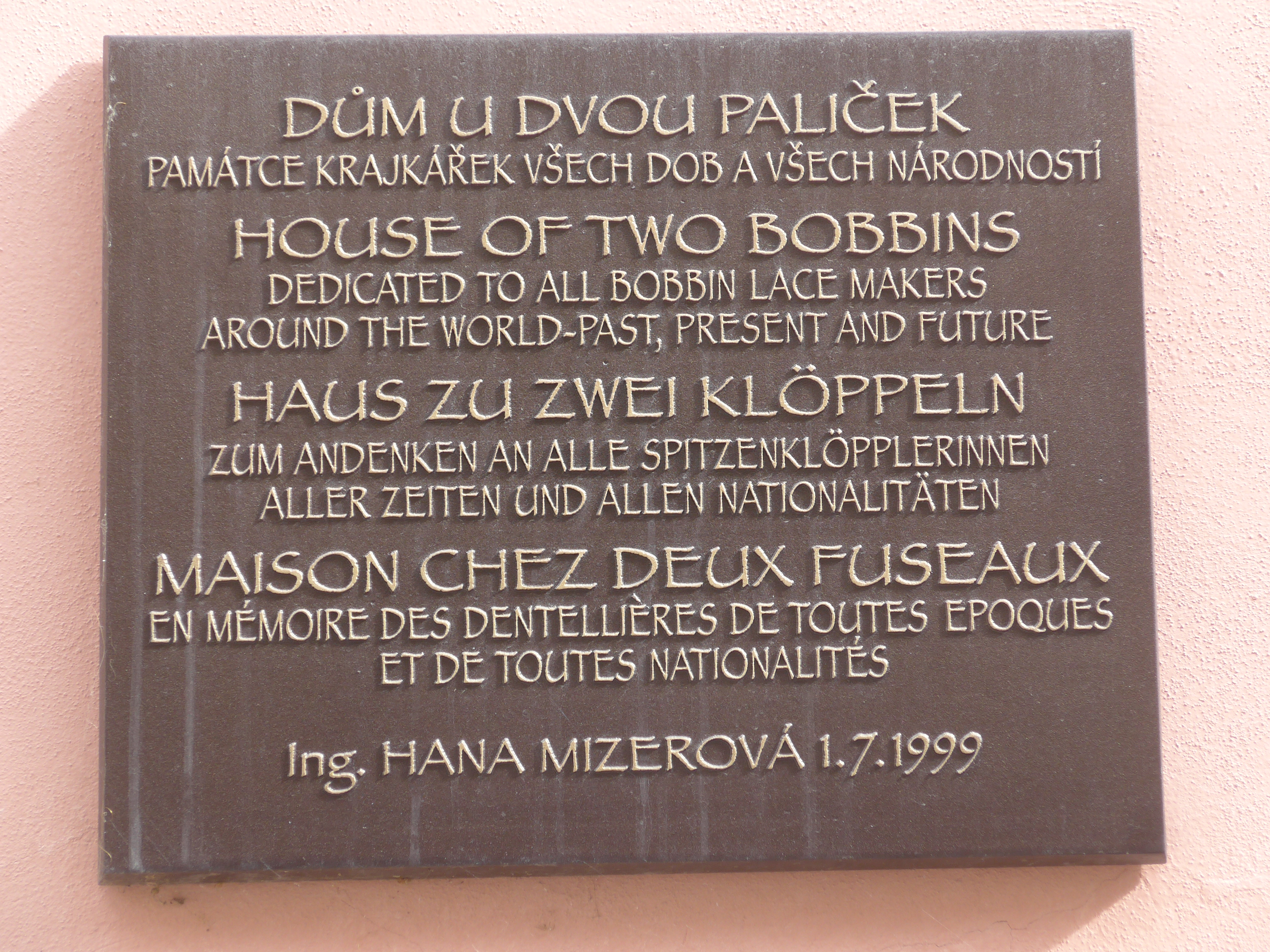
Памятная доска в Музее кружева

В связи с необходимостью найти помещение для хранения и экспонирования коллекции кружев, подыскивалось необходимое здание. Было принято решение об изначально ренессансном здании, которое примыкало к угловому дому, стоящему на главной площади Прахатиц. В ходе масштабной реконструкции дома, который до этого использовался как квартира, были снесены современные перегородки и восстановлены исторические своды. В малом зале на первом этаже восстановлен расписной исторический потолок. Отсутствующие панели были дополнены мотивами из истории Прахатиц и изображениями традиционных ремесел, в том числе кружевниц.

## Экспозиция
Музей кружева специализируется на коклюшечном кружеве. Первая часть выставки представляет собой презентацию истории кружева в Европе. Здесь выставлены кружева из разных регионов Европы — из Италии, Франции, сегодняшней Бельгии и других стран. Самым старым экспонатом является брабантское кружево примерно 1600 года. Выставка исторического кружева сопровождается несколькими примерами искусного изготовления кружев на различных типах подушек в соответствии с местными обычаями. Также есть коллекция коклюшек. Некоторые очень сложные кружева требовали использования до нескольких сотен коклюшек.
В прошлом кружева были важной частью народного костюма. Коллекцию дополняют костюмы из разных регионов Чехии, Моравии и Словакии, в том числе кружевные украшения. Заключительный экспонат выставки — современное кружево XX века. Коллекция металлических кружев и образцов кружев из Богемии 1900—1940 годов особенно ценна.
Отдельную экспозицию составляют работы выдающихся чешских и зарубежных мастеров в области коклюшечного кружева второй половины XX века.